# Macy Glacier
Macy Glacier är en glaciär i Antarktis. Den ligger i Sydshetlandsöarna. Argentina, Chile och Storbritannien gör anspråk på området. Macy Glacier ligger 359 meter över havet.
Terrängen runt Macy Glacier är varierad. Havet är nära Macy Glacier åt sydost. Trakten är glest befolkad. Närmaste befolkade plats är St. Kliment Ohridski Base, 12,6 kilometer nordväst om Macy Glacier. 